# 張本優大
張本 優大（はりもと まさひろ、1990年10月13日 - ）は、大阪府豊中市出身の元プロ野球選手（捕手）。右投右打。

## 経歴

### プロ入り前
豊中市立第十中学校時代は豊中リトルシニアに所属した。
菊華高等学校（愛知県）では2年秋の秋季愛知県大会で 、捕手として全試合に出場したが準決勝で東邦高等学校に敗れた。3年夏の甲子園予選は3回戦で本塁打を放ったが、岡崎商業に敗れた。
佛教大学では1年春から京滋リーグ戦に出場し、2011年・2年春には一塁手としてベストナインを獲得した。関西地区大学選手権では4試合を2点に抑える配球でチームの関西代表選出に貢献した。第42回明治神宮野球大会では5番・捕手として出場したが1回戦で愛知学院大学に完封負けした。2012年・3年時の6月には大学日本代表候補選手強化合宿メンバーに選出されたが、二次合宿の24人には残れなかった。3年秋には捕手としてベストナインを獲得、4年秋にはベストナインと敢闘賞を受賞した。
2013年10月24日に行われたドラフト会議で育成選手ドラフト4巡目で指名を受け、12月5日に入団会見を行い、背番号は141に決まった。

### プロ入り後
2014年は三軍のみに出場し、70試合で170打数38安打、打率.224に終わった。
2015年、3月22日二軍初打席初安打し、三軍の4番として非公式戦で17試合に出場して打率.450、1本塁打、12打点と頭角を現した（4月14日時点）。5月6日のウエスタン・リーグ対阪神タイガース戦で先発出場して二軍公式戦で初完封目前の8回に玉置隆から頭部に死球を受けて負傷退場した。病院へ直行して検査し、異常は無かった。
シーズンオフの11月28日から台湾で開催された2015年アジアウインターベースボールリーグにおいて、NPB選抜として選出された。同大会では12試合に出場し、打率.375、6打点の成績を残す。
2016年、7月14日にマスカットスタジアムで行われたフレッシュオールスターゲーム2016において、ウエスタン選抜として出場する。7月31日に支配下選手登録される。背番号は77に決定する。一軍戦での出場機会は無かったが、二軍戦において28試合出場する。
2017年、宮崎春季キャンプでは斐紹、甲斐、栗原らとともに若手捕手4名がA組スタートとなり、キャンプからオープン戦にかけて開幕一軍出場選手登録を争ったが、開幕一軍入りは果たせなかった。今季も一軍出場機会は無く、二軍公式戦においては、31試合出場と前年は上回ったが、打率は.091と低迷。三軍戦には27試合に出場した。
2018年は一軍での出場がないまま、10月4日に戦力外通告を受けた。二軍公式戦では42試合に出場し、打率.200、2打点。三軍戦に34試合に出場し、打率.302、2本塁打、15打点を記録する。同年12月に育成選手として再契約。背番号は131。
2019年は二軍公式戦の出場が僅か2試合に終わり、無安打。三軍戦には75試合に出場し、打率.231、1本塁打、21打点を記録した。10月1日、球団より来季の契約を結ばないことを通告され、現役引退を決断した。

### 現役引退後
ソフトバンクにスタッフとして残り、2020年からは二軍及び三軍のブルペン担当を務める。

## 選手としての特徴・人物
- アマチュア時代からパンチ力のある打撃に定評があった[10]。
- プロ入団会見で目標に掲げた選手は谷繁元信[14]。
- 達川光男ヘッドコーチからは、守備を「サッカーのGKみたいだった。生活感がにじみ出ていた。いいものを見せた」と評された[29]。
- 現役引退時には「将来、指導者になりたいと思っている」と夢を語っている[27]。

## 詳細情報

### 年度別打撃成績
一軍公式戦出場なし

### 背番号
- 141 （2014年 - 2016年7月30日）
- 77（2016年7月31日 - 2018年）
- 131 （2019年）
- 116 （2020年 - ）

### 登場曲
- 「My Heaven」BIGBANG （2017年）
- 「ホームウェイ24号」 SALU (2018年 - 2019年)
- 「BULLSHIT」 G-DRAGON (2019年)

### 代表歴
- 2015年アジアウインターベースボールリーグ:NPB選抜